# Подуст Руслан Валерійович
Руслан Валерійович Подуст (нар. 21 січня 1981) — український футболіст, нападник.

## Життєпис
У 1998-2001 роках грав за харківський «Металіст». Дебютував у червні 1998 року, коли провів два матчі в першості першої ліги. За другу команду «Металіста» у другій лізі за п'ять сезонів в 66 матчах відзначився 13 голами. За головну команду зіграв п'ять поєдинків у сезонах 2000/2001 — 2001/2002 років. У сезоні 2001/2002 виступав за в'єтнамський клуб «Кханьхоа». Повернувшись в Україну, грав за «Зірку» (Кіровоград) — 4 матчі в першій лізі 2002/03 і «Газовик-ХГВ» (Харків).